# Mamamoo
Mamamoo (кор. 마마무 «Мамаму», стилизуется как MAMAMOO) — южнокорейская гёрл-группа, сформированная в 2014 году компанией Rainbow Bridge World (ранее WA Entertainment). Коллектив состоит из четырёх участниц: Солар, Мунбёль, Хвиин и Хвасы. Официальный дебют состоялся 19 июня 2014 года с мини-альбомом Hello.
Mamamoo заметны благодаря своим концептам в стилях джаза и R&B, а также мощным вокальным выступлениям.

## Карьера

### 2014: Предебют и дебют сHelloиPiano Man
До официального дебюта группа работала с другими артистами. 8 января 2014 года была выпущена их первая коллаборация «Don’t Be Happy» с Bumkey. 11 февраля была выпущена вторая коллаборация «peppermint Chocolate» с K.Will и Wheesung. Песня достигла 11 места в Gaon Digital Chart в первую неделю. 30 мая была выпущена третья коллаборация с дуэтом Geeks — «Hi Hi Ha He Ho».
Официальный дебют группы состоялся 19 июня 2014 года с лид-синглом «Mr. Ambiguous» с их первого мини-альбома Hello. В клипе появилось достаточное количество уже известных личностей в корейской музыкальной индустрии, такие как Ли Чжон Хён, K.Will, Rhymer и другие. Альбом состоял из трёх песен, выпущенных ранее, и включал в себя ещё четыре новые композиции. 19 июня MAMAMOO впервые появились в передаче M! Countdown. 27 июня состоялось выступление на Music Bank с песней «Peppermint Chocolate» совместно с K.Will и Рави из VIXX. 5 июля они выступили с концертом в Hongik University в Сеуле. В том же месяце состоялась премьера песни «Love Lane» к дораме «Давай поженимся».
21 ноября был выпущен второй мини-альбом Piano Man с одноимённым синглом. Он занял 49 строчку в Gaon Digital Chart. По итогам 2014 года MAMAMOO заняли 19 место в альбомном и 11 место в общем рейтинге чарта Gaon.
10 января выступили в одном из эпизодов телешоу Immortal Songs 2, где исполнили песню «Wait a Minute», достигнув финального раунда до проигрыша Ким Кюнг Хо.

### 2015:Pink Funkyи увеличение популярности

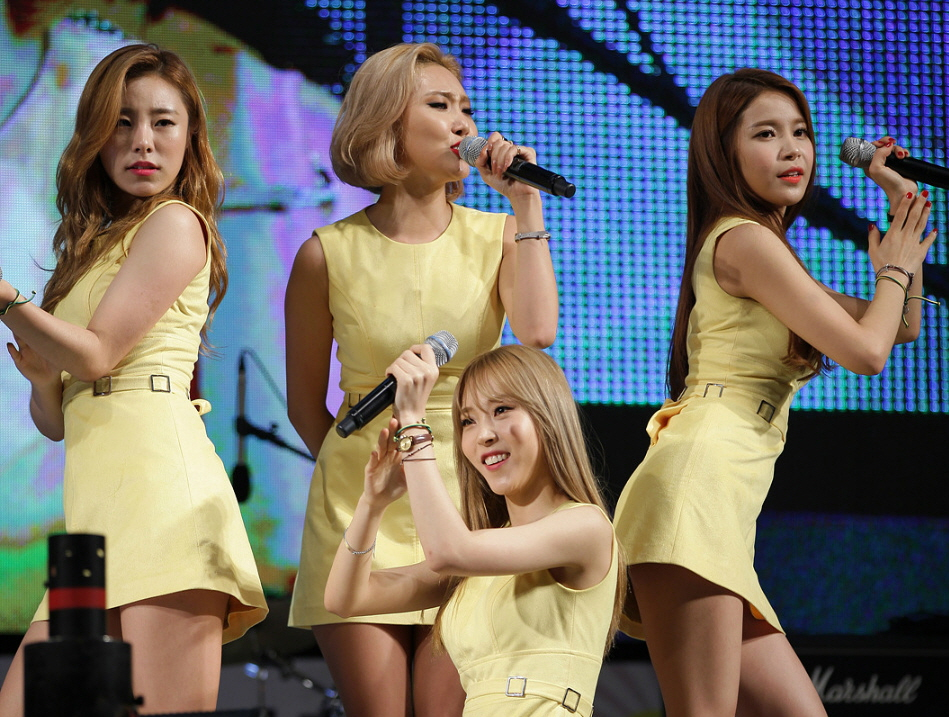
MAMAMOO на выступлении, сентябрь 2015 года

2 апреля MAMAMOO выпустили песню «Ahh Oop!» сингл с их третьего мини-альбома Pink Funky. «Ahh Oop» стала второй коллаборацией девушек с певицей Эсной после того, как она уже записывала с ними композицию «Gentelman» для их второго мини-альбома.
13 июня группа отправилась в Улан-Батор и выступила на концерте, посвящённому 25-летию создания дипломатических отношений между Монголией и Кореей.
19 июня был выпущен третий мини-альбом Pink Funky и главный сингл «Um Oh Ah Yeh» (음오아예). Песня имела коммерческий успех, заняв пиковую 3 строчку в чарте Gaon, став первым топ-3 синглом группы. 23 августа состоялся первый фанмитинг под названием «1st Moo Party» в Сеуле, на котором присутствовало 1 200 фанатов. Билеты были распроданы менее, чем за минуту, поэтому в тот же вечер девушки опять устроили фанмитинг на то же количество поклонников. Осенью MAMAMOO впервые отправились в США, где 4 октября провели фанмитинг «Moo Party» в Лос-Анджелесе. Они также выступили в 4 сезоне популярного корейского телешоу Show Me the Money.
29 августа девушки вернулись на Immortal Song 2 и исполнили песню «Delilah»; 31 октября вновь выступили там же с «Backwood’s Mountain» (두메산골). За этот перформанс они заработали 404 балла и одержали свою первую победу.

### 2016:MeltingиMemory

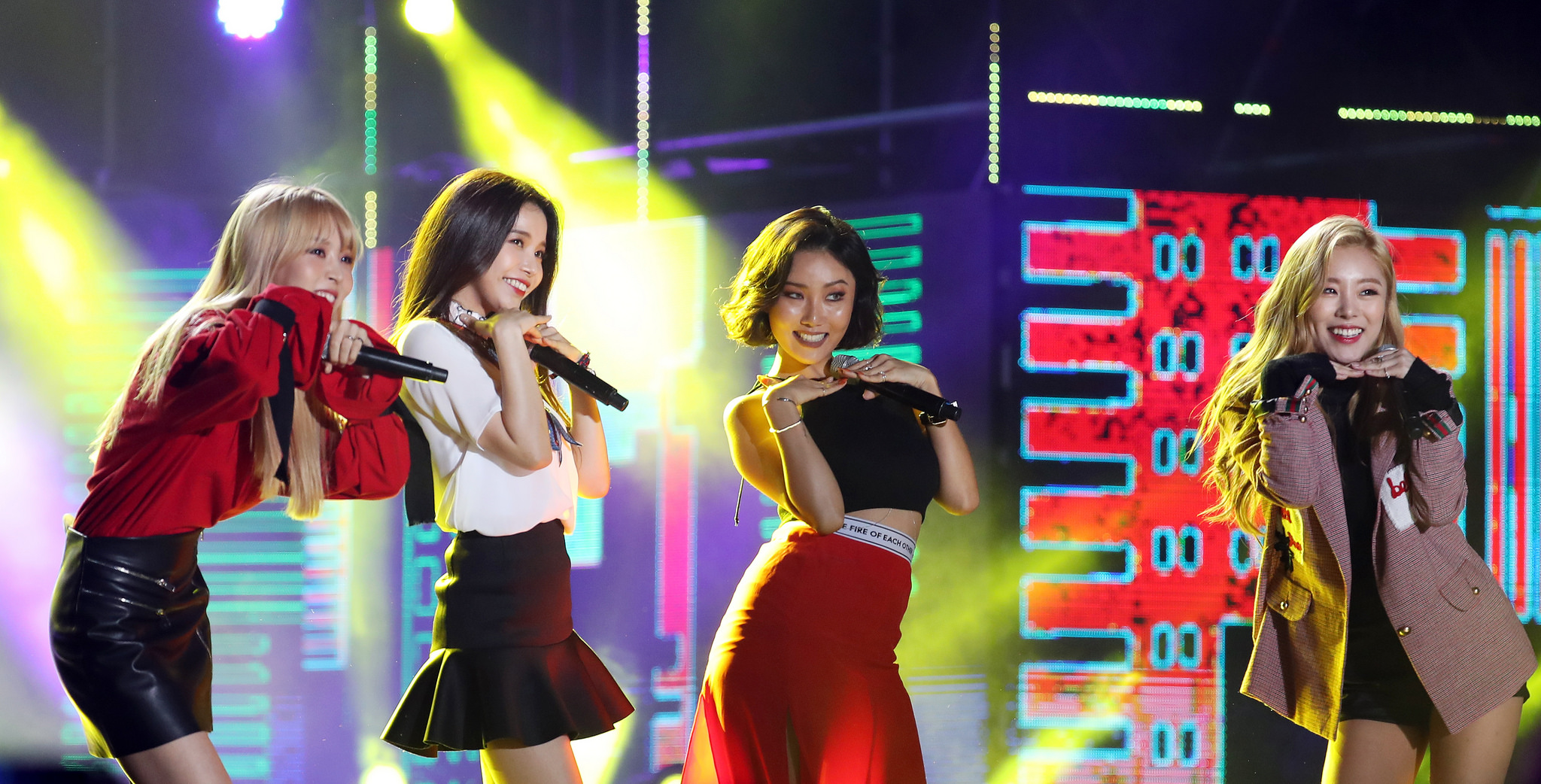
MAMAMOO на Korea Sale Festa, сентябрь 2016 года

26 января группа выпустила R&B балладу «I Miss You» с их первого студийного альбома Melting. 12 февраля был выпущен трек «1cm/Taller than You» вместе с музыкальным видео. Альбом был выпущен 26 февраля и дебютировал на 3 месте в Gaon Album Chart. Главный трек «You’re the Best» (넌 is 뭔들) также дебютировал с третьего места, однако в ту же неделю достиг 1 места, став первым хитом № 1 в карьере группы.
6 марта MAMAMOO одержали свою первую телевизионную победу на Inkigayo, далее последовали победы на Music Bank, M! Countdown и других музыкальных программах. В общей сложности с «You’re the Best» (넌 is 뭔들) они смогли выиграть 8 телевизионных наград. 16 марта они выступили в Остине на фестивале South by Southwest. 25 июня состоялось выступление на фестивале KCON в Ньюарке. Позже вместе с GFRIEND они приняли участие в 7 сезоне шоу SHOWTIME. 31 августа были выпущены синглы «Angel» (в исполнении Солы и Хвиин) и «Dab Dab» (в исполнении Мунбёль и Хвасы).
21 сентября был выпущен цифровой сингл «New York» и клип на него. Камбэк состоялся 7 ноября с четвёртым мини-альбом Memory. Синглом стала композиция «Décalcomanie».

### 2017—2018:Purple, «Paint Me»,Yellow Flower,Red MoonиBLUE;S

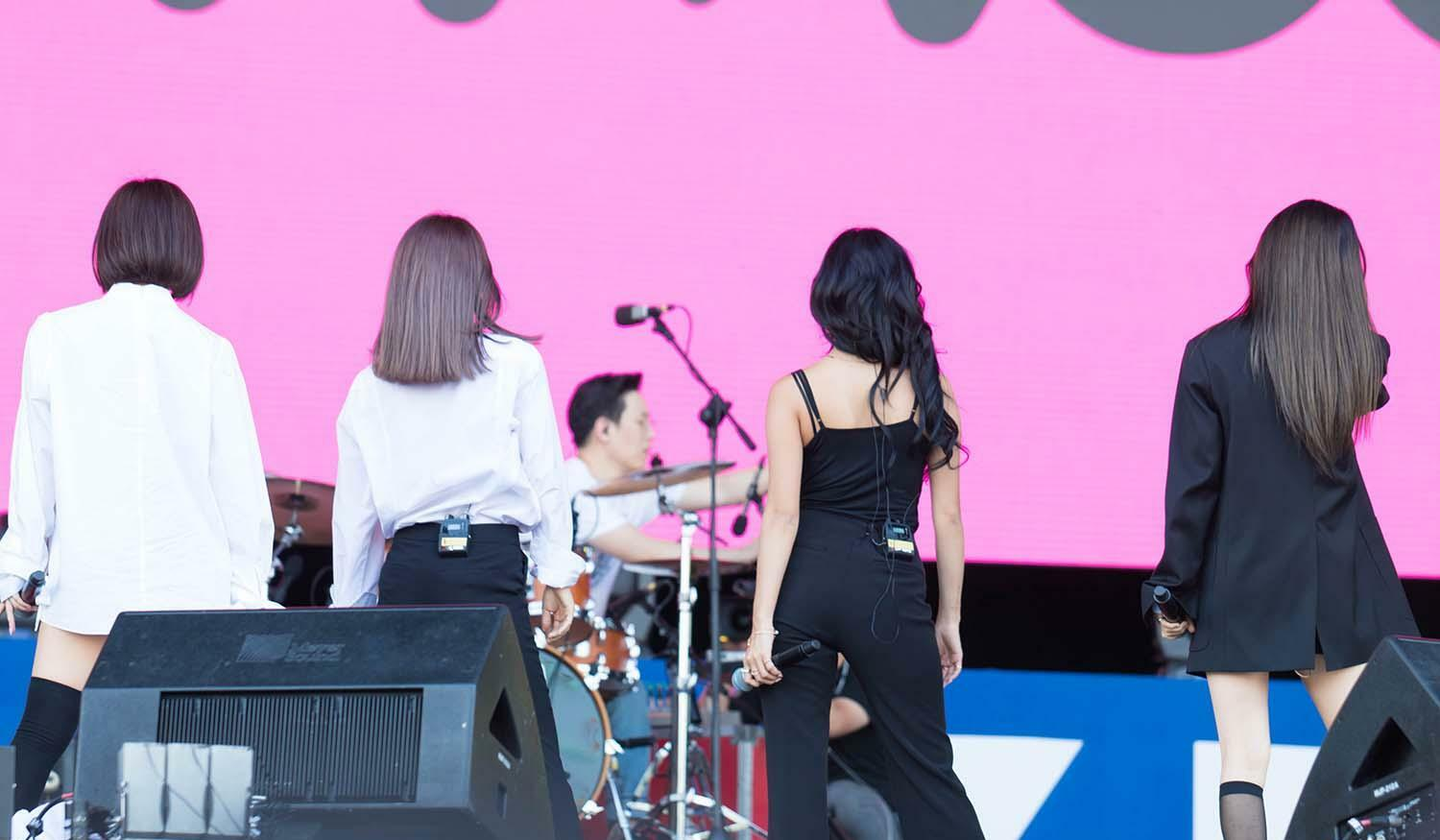
MAMAMOO на Joy Oldpark Festival, сентябрь 2017 года

С 3 по 5 марта 2017 года MAMAMOO провели серию концертов в рамках 2017 Mamamoo Concert Moosical Curtain Call. 25 марта состоялась премьера песни «Double Trouble Couple», ставшей саундтреком к дораме «Силачка До Бон Су».
22 июня состоялся релиз пятого мини-альбом Purple. Главным синглом стала композиция «나로 말할 것 같으면» (Yes I Am), а би-сайдом — «아재개그» (AZE GAG). В тот же день состоялись первые выступления на M! Countdown. «나로 말할 것 같으면» (Yes I Am) за первые сутки набрал рекордное количество уникальных слушателей на MelOn, и одержал многочисленные победы на музыкальных шоу.
4 января 2018 года состоялся релиз поп-баллады «Paint Me», промоушен с которой на музыкальных шоу не проводился, но песня была высоко оценена как критиками, так и поклонниками за отточенный и мощный вокал участниц. Музыкальное видео отражает четыре разных цвета MAMAMOO: Сола — голубой, Мунбёль — красный, Хвиин — белый, Хваса — жёлтый. Также каждый цвет повествует о разном этапе отношений с любимым человеком: белый — время, когда его ещё не было рядом, и девушка была невинна, словно чистый холст; жёлтый — когда он появился в жизни и она почти ничего о нём не знала; красный — первые объятия, сравниваемые со взрывом древнего вулкана и клеймо, которое после этого осталось; голубой — первые слёзы, сравниваемые с бесконечным тёмно-синим океаном.
7 марта группа вернулась на сцену с шестым мини-альбомом Yellow Flower. Сингл «Starry Night» имел достаточный успех в цифровых и сингловых чартах Кореи, что позволило ему выиграть 9 наград на музыкальных шоу. MAMAMOO участвовали в шоу «Еженедельный айдол», где поделились концепцией нынешнего и последующего релизов: «Мы планируем выпустить четыре мини-альбома. В ‘Paint Me’ у каждой из нас был свой цвет, а потом мы просто разделили его на сезоны. У Хвасы — жёлтый, и альбом называется ‘Yellow Flower’». Портал The Kraze отметил, что с этим релизом коллектив по-прежнему показывает один из лучших вокалов в корейской индустрии.
16 июля был выпущен седьмой мини-альбом Red Moon с заглавной песней «Egotistic». Альбом является отсылкой к цвету Мунбёль — красному, и концепт связан с жарким и знойным летом. 29 ноября состоялся релиз восьмого мини-альбома Blue;s с отсылкой к цвету Солы (голубой), главный сингл которого, «Wind Flower», повествует о тоске и эмоциях, связанных с расставанием с любимым человеком, а также о попытках забыть прошлую любовь и двигаться дальше. Клип на песню был снят в Гонконге.

### 2019—2021:White Wind,Reality in Black,Travel, проект WAW
14 марта 2019 года Mamamoo выпустили девятый мини-альбом, завершающий концепт четырёх сезонов — White Wind — где белый цвет связан с Хви Ин. Заглавной стала песня «Gogobebe» (고고베베), принесшая группе 7 побед на таких шоу как M! Countdown Архивная копия от 1 апреля 2019 на Wayback Machine, Inkigayo Архивная копия от 1 апреля 2019 на Wayback Machine, Music Bank Архивная копия от 1 апреля 2019 на Wayback Machine, Show Champion Архивная копия от 1 апреля 2019 на Wayback Machine, The Show Архивная копия от 1 апреля 2019 на Wayback Machine, Show! Music Core Архивная копия от 31 марта 2019 на Wayback Machine.
27 марта Mamamoo объявили о своем четвертом сольном концерте под названием «2019 MAMAMOO Concert 4Seasons F / W», который состоялся в гимназии Джамсил в Сеуле 19-21 апреля. Концерты являются грандиозным финалом для проекта Mamamoo «Four Seasons Four Colors Project», который был запущен в марте 2018 года для воссоздания идентичности группы.
24 июля Mamamoo выпустили новый рекламный сингл для бренда оптики Davich под названием «Gleam», написанный Cosmic Sound.
Mamamoo выпустили свой второй студийный альбом, Reality in Black, 14 ноября, с его ведущим синглом «Hip». За всё время продвижения альбома, песня «Hip» одержала 7 побед на различных музыкальных шоу.
19 февраля 2020 года Mamamoo выпустили третью японскую песню «Shampoo» в виде цифрового сингла. Песня наряду с японской версией «Hip», включена в японскую версию Reality in Black.
Mamamoo выпустили промо-сингл «Wanna Be Myself» в сотрудничестве с Андаром в сентябре.
Mamamoo выпустили свой десятый мини-альбом Travel 3 ноября с заглавным синглом «Aya». Перед выпуском альбома 20 октября был выпущен предварительный сингл под названием «Dingga».
22 января 2021 года RBW объявили, что Сола и Мунбёль продлили свои контракты со своим агентством, в то время как Хвиин и Хваса все еще обсуждают продление контрактов. 30 марта Хваса официально продлила свой контракт с RBW, а контракт Хвиин остался на стадии обсуждения. Позже RBW также подтвердил, что Mamamoo останутся вместе и не распустятся. 1 мая Mamamoo провели глобальный виртуальный концерт на платформе LiveNOW в прямом эфире, став первыми южнокорейскими музыкальным артистами, которые провели концерт на платформе. Группа исполнила несколько своих лучших хитов, в том числе «Dingga», «Hip» и «Starry
Night», во время шоу в Нью-Йорке, хотя и получили мягкую критику за то, что были предварительно записаны и не полностью оправдали ожидания поклонников.
В мае группа опубликовала «интригующее» тизерное видео в своих социальных сетях, подтвердив полное возвращение группы в июне. Было объявлено, что Mamamoo начнет свой проект WAW («Where Are We») в 2021 году, чтобы отметить седьмую годовщину группы. Проект состоит из выпуска нового альбома в июне, летнего концерта и документального фильма. 18 мая группа объявила в своих социальных сетях, что их одиннадцатый мини-альбом WAW, будет выпущен 2 июня вместе с ведущим синглом «Where Are We Now». WAW возглавил чарты альбомов iTunes в 21 стране мира, и в первый день выпуска было продано более 40 000 отечественных копий, согласно чарту Hanteo.
11 июня RBW объявили, что Хвиин покинет компанию, так как она решила не продлевать свой контракт с агентством. Тем не менее, она подписала второе продление контракта, чтобы оставаться участницей Mamamoo как минимум до декабря 2023 года. Таким образом, RBW остаются ответственным за деятельность в группе, но больше не участвуют в сольных проектах Хвиин. 31 августа стало известно, что Хвиин подписала эксклюзивный контракт с агентством THEL1VE.
В августе Mamamoo объявили, что выпустят сборник с новыми версиями некоторых из своих лучших треков. Их альбом под названием I Say Mamamoo: The Best был выпущен вместе с ведущим синглом «Mumumumuch» 15 сентября. Альбом достиг 8-го места в чарте альбомов Gaon.

### 2022–н.в: Первый юнит группы иMic On
23 марта 2022 года Mamamoo выпустили японский сборник The Best.
В августе было объявлено, что участницы Сола и Мунбёль сформируют первое официальное подразделение группы, Mamamoo+, с ожидаемым выпуском альбома в конце месяца. 22 августа RBW подтвердили через тизерную фотографию в официальном Твиттере группы, что их дебют состоится 30 августа. Дебютный сингл дуэта "Better" с участием рэпера Big Naughty был выпущен, как и планировалось, 30 августа.
26 сентября Mamamoo объявили о своем возвращении. Группа выпустила свой 12-й мини-альбом под названием Mic On с ведущий сингл «Illella» 11 октября.

## Участницы

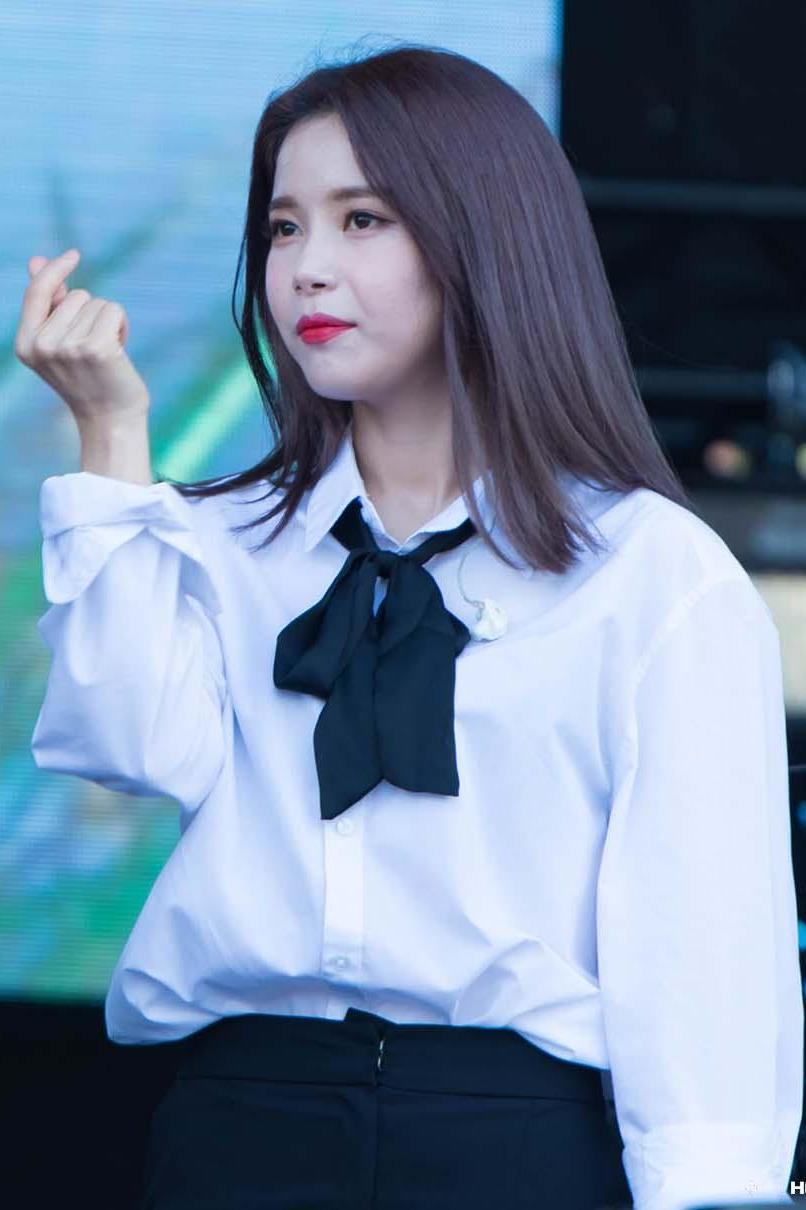
Солар
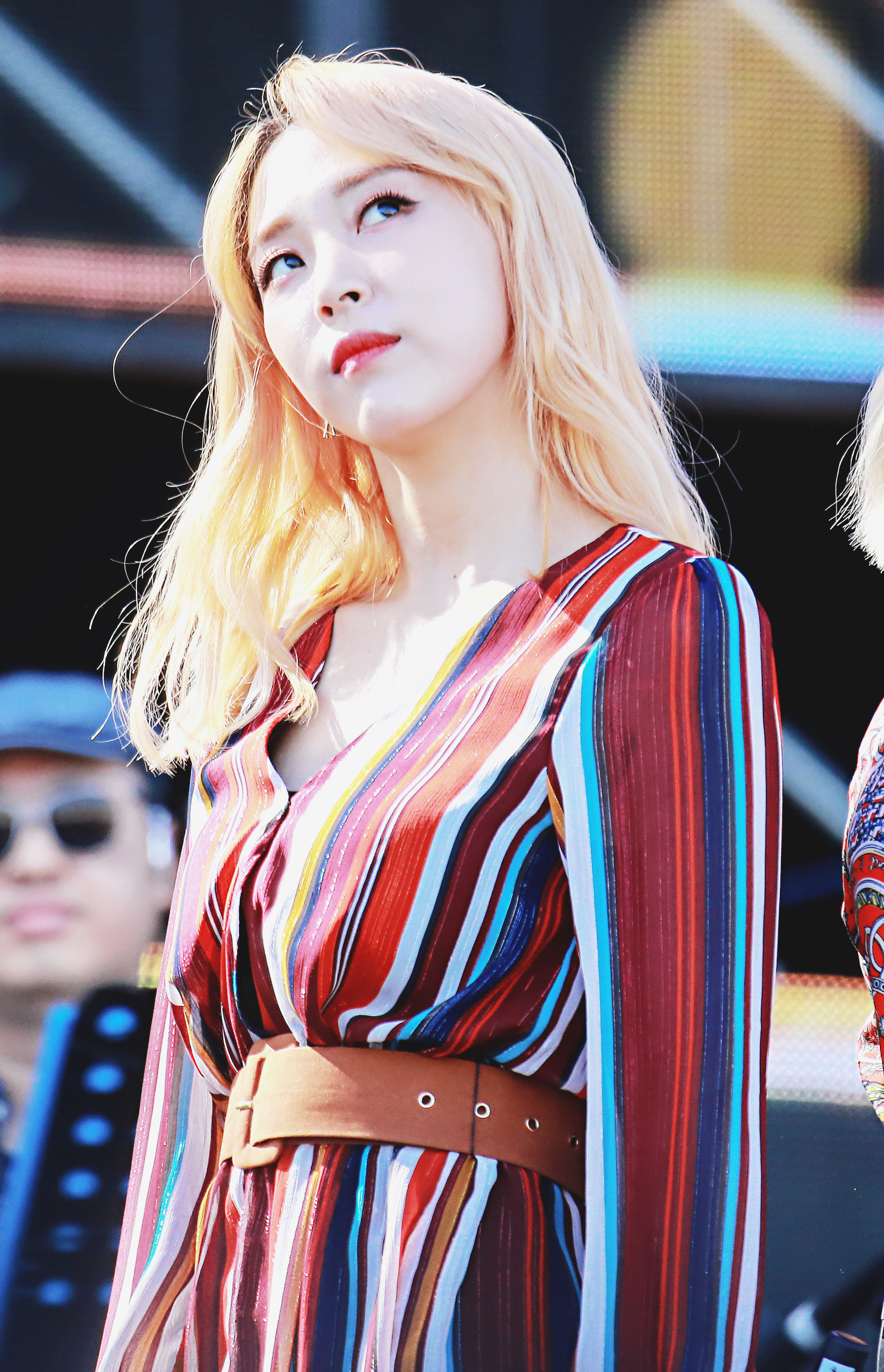
Мунбёль
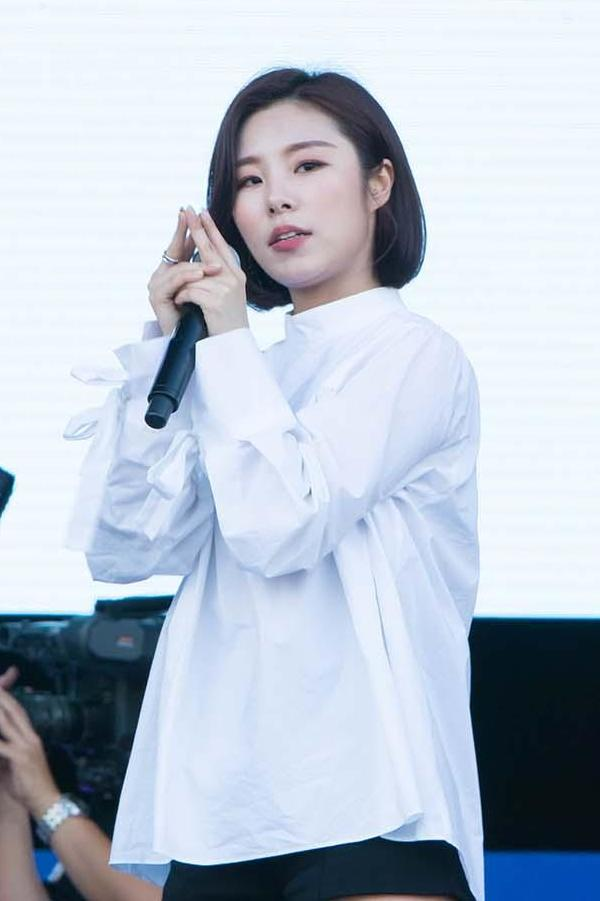
Хвиин
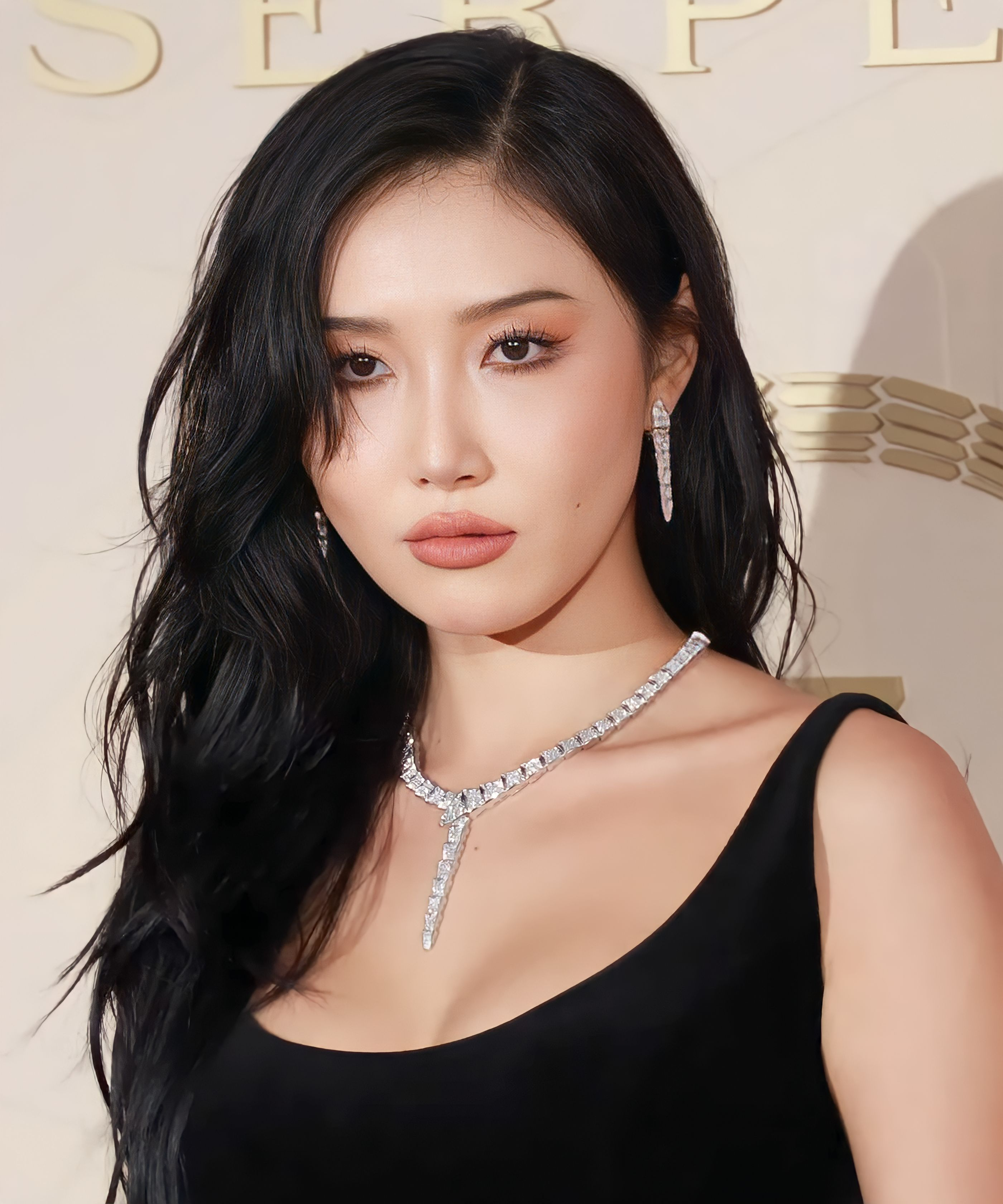
Хваса

| Сценический псевдоним | Сценический псевдоним | Настоящее имя | Настоящее имя | Дата рождения | Позиция в группе                                       |
| Основной              | Другой                | На русском    | Хангыль       | Дата рождения | Позиция в группе                                       |
| --------------------- | --------------------- | ------------- | ------------- | ------------- | ------------------------------------------------------ |
| Сола                  | Solar                 | Ким Ён Сон    | 김용선        | 21.02.1991    | Лидер, главная вокалистка, лицо группы, вижуал         |
| Мунбёль               | Moonbyul              | Мун Бёль И    | 문별이        | 22.12.1992    | Главный рэпер, ведущий танцор                          |
| Хвиин                 | Wheein                | Чон Хви Ин    | 정휘인        | 17.04.1995    | Ведущая вокалистка, главный танцор                     |
| Хваса                 | Hwasa                 | Ан Хе Чжин    | 안혜진        | 23.07.1995    | Ведущая вокалистка, ведущий рэпер, центр группы, макнэ |

## Дискография
| Корейские альбомы Студийные альбомы Melting (2016) Reality in Black (2019) Мини-альбомы Hello (2014) Piano Man (2014) Pink Funky (2015) Memory (2016) Purple (2017) Yellow Flower (2018) Red Moon (2018) Blue;s (2018) White Wind (2019) Travel (2020) WAW (2021) | Японские альбомы Студийные альбомы 4colors (2019) Мини-альбомы Travel -Japan Edition- (2021) |  |

## Туры
- Mamamoo 1st Concert: Moosical (2016)[76]
- 2017 Mamamoo Concert Moosical Curtain Call (2017)
- 2018 Mamamoo Concert 4Seasons S/S (2018)
- Mamamoo 1st Concert Tour in Japan (2018)
- 2019 Mamamoo Concert 4Seasons F/W (2019)
- Mamamoo 2nd Concert Tour in Japan: 4season Final (2019)
- Mamamoo 3rd Concert Tour in Japan (2020)
- Moomoo Tour: «Best friend, Best Travel» (2021)
- LiveNOW K-Pop Presents MAMAMOO (2021)

## Фильмография

### Реалити-шоу
| Год  | Телеканал   | Название                   | Примечания  |
| ---- | ----------- | -------------------------- | ----------- |
| 2016 | MBC Every 1 | Mamamoo x GFriend Showtime | 8 эпизодов  |
| 2018 | Olleh TV    | A Lucky Day                | 8 эпизодов  |
| 2019 | Mnet        | Queendom                   | 10 эпизодов |
| 2020 | U+Idol Live | MooMoo Trip                | 6 эпизоды   |
| 2020 | KBS2        | Boss in the Mirror         | Эп.81-85    |

### Дорамы
| Год  | Телеканал | Название  | Роль             |
| ---- | --------- | --------- | ---------------- |
| 2016 | tvN       | Entourage | Камео (1 эпизод) |

## Награды и номинации

#### Gaon Chart Music Awards
| Год  | Категория            | Награждённый            | Результат |
| ---- | -------------------- | ----------------------- | --------- |
| 2015 | Новый артист года    | MAMAMOO                 | Победа    |
| 2017 | Песня года (февраль) | «You’re the Best»       | Победа    |
| 2017 | Песня года (февраль) | «1cm (Taller Than You)» | Номинация |
| 2017 | Песня года (ноябрь)  | «Décalcomanie»          | Номинация |
| 2018 | Песня года (июнь)    | «Yes I am»              | Номинация |
| 2019 | Песня года (март)    | «Starry Night»          | Номинация |
| 2019 | Песня года (июль)    | «Egotistic»             | Номинация |

#### Golden Disc Awards
| Год  | Категория                             | Награждённый      | Результат |
| ---- | ------------------------------------- | ----------------- | --------- |
| 2017 | Цифровой Дэсан                        | «You’re the Best» | Номинация |
| 2017 | Цифровой Бонсан                       | «You’re the Best» | Победа    |
| 2017 | Награда за популярность               | MAMAMOO           | Номинация |
| 2017 | Премия «Выбор Азии»                   | MAMAMOO           | Номинация |
| 2018 | Цифровой Дэсан                        | «Yes I am»        | Номинация |
| 2018 | Награда за международную популярность | MAMAMOO           | Номинация |
| 2019 | Цифровой Дэсан                        | «Starry Night»    | Номинация |
| 2019 | Цифровой Бонсан                       | «Starry Night»    | Победа    |
| 2019 | Награда за популярность               | MAMAMOO           | Номинация |
| 2019 | NetEase самый популярный K-pop артист | MAMAMOO           | Номинация |

#### Korean Popular Music Awards
| Год  | Категория               | Награждённый   | Результат |
| ---- | ----------------------- | -------------- | --------- |
| 2018 | Цифровой Дэсан          | MAMAMOO        | Победа    |
| 2018 | Награда за популярность | MAMAMOO        | Номинация |
| 2018 | Артист года             | MAMAMOO        | Номинация |
| 2018 | Песня года              | «Starry Night» | Номинация |

#### MBC Plus X Genie Music Awards
| Год  | Категория                                | Награждённый   | Результат |
| ---- | ---------------------------------------- | -------------- | --------- |
| 2018 | Артист года                              | MAMAMOO        | Номинация |
| 2018 | Песня года                               | «Starry Night» | Номинация |
| 2018 | Песня года                               | «Rainy Season» | Номинация |
| 2018 | Лучшая женская группа                    | MAMAMOO        | Номинация |
| 2018 | Танцевальная композиция (Женская группа) | «Starry Night» | Номинация |
| 2018 | Вокальная композиция (Женская группа)    | «Rainy Season» | Номинация |
| 2018 | Genie Music Popularity Award             | MAMAMOO        | Номинация |

#### Melon Music Awards
| Год  | Категория                           | Награждённый      | Результат |
| ---- | ----------------------------------- | ----------------- | --------- |
| 2014 | Новый Артист Года                   | MAMAMOO           | Номинация |
| 2015 | Лучший Женский Танец                | «Um Oh Ah Yeah»   | Номинация |
| 2016 | Артист Топ-10                       | MAMAMOO           | Победа    |
| 2016 | Артист Года                         | MAMAMOO           | Номинация |
| 2016 | Альбом Года                         | Melting           | Номинация |
| 2016 | Песня Года                          | «You’re the Best» | Номинация |
| 2016 | Лучший Женский Танец                | «You’re the Best» | Номинация |
| 2016 | Kakao Hot Star                      | MAMAMOO           | Номинация |
| 2016 | Награда за популярность в интернете | MAMAMOO           | Номинация |
| 2017 | Артист Топ-10                       | MAMAMOO           | Номинация |
| 2017 | Kakao Hot Star Award                | MAMAMOO           | Номинация |
| 2017 | Награда за популярность в интернете | MAMAMOO           | Номинация |
| 2017 | Лучший Женский Танец                | «Yes I Am»        | Номинация |
| 2018 | Артист Топ-10                       | MAMAMOO           | Победа    |
| 2018 | Артист Года                         | MAMAMOO           | Номинация |
| 2018 | Альбом Года                         | Yellow Flower     | Номинация |
| 2018 | Песня Года                          | «Starry Night»    | Номинация |
| 2018 | Лучший Женский Танец                | «Starry Night»    | Номинация |
| 2018 | Награда за популярность в интернете | MAMAMOO           | Номинация |
| 2018 | Kakao Hot Star                      | MAMAMOO           | Номинация |

#### Mnet Asian Music Awards
| Год  | Категория                             | Награждённый      | Результат |
| ---- | ------------------------------------- | ----------------- | --------- |
| 2015 | Лучшее женское вокальное выступление  | «Um Oh Ah Yeah»   | Номинация |
| 2015 | UnionPay Песня Года                   | «Um Oh Ah Yeah»   | Номинация |
| 2016 | Лучшая женская группа                 | MAMAMOO           | Номинация |
| 2016 | Артист Года                           | MAMAMOO           | Номинация |
| 2016 | Best Vocal Performance Group          | «You’re the Best» | Номинация |
| 2016 | Песня Года                            | «You’re the Best» | Номинация |
| 2017 | Лучшее вокальное выступление (Группа) | «Yes I Am»        | Номинация |
| 2017 | Qoo10 Песня Года                      | «Yes I Am»        | Номинация |
| 2017 | Qoo10 Артист Года                     | MAMAMOO           | Номинация |
| 2017 | Лучшая женская группа                 | MAMAMOO           | Номинация |
| 2018 | Лучшее вокальное выступление (Группа) | «Starry Night»    | Номинация |
| 2018 | Песня Года                            | «Starry Night»    | Номинация |
| 2018 | Артист Года                           | MAMAMOO           | Номинация |
| 2018 | Мировая Икона Года                    | MAMAMOO           | Номинация |
| 2018 | Лучшая женская группа                 | MAMAMOO           | Номинация |
| 2018 | Артист топа-10 по версии фанатов      | MAMAMOO           | Победа    |
| 2018 | Лучший вокалист                       | MAMAMOO           | Победа    |

#### Seoul Music Awards
| Год  | Категория                      | Награждённый | Результат |
| ---- | ------------------------------ | ------------ | --------- |
| 2015 | Цифровой Бонсан                | MAMAMOO      | Номинация |
| 2015 | Награда Новичка                | MAMAMOO      | Номинация |
| 2015 | Награда за популярность        | MAMAMOO      | Номинация |
| 2015 | Hallyu Special Award           | MAMAMOO      | Номинация |
| 2016 | Цифровой Бонсан                | MAMAMOO      | Номинация |
| 2016 | Награда за популярность        | MAMAMOO      | Номинация |
| 2016 | Hallyu Special Award           | MAMAMOO      | Номинация |
| 2017 | Цифровой Дэсан                 | MAMAMOO      | Номинация |
| 2017 | Цифровой Бонсан                | MAMAMOO      | Победа    |
| 2017 | Награда за популярность        | MAMAMOO      | Номинация |
| 2017 | Hallyu Special Award           | MAMAMOO      | Номинация |
| 2018 | Цифровой Бонсан                | MAMAMOO      | Номинация |
| 2018 | Награда за популярность        | MAMAMOO      | Номинация |
| 2018 | Hallyu Special Award           | MAMAMOO      | Номинация |
| 2018 | Tiktok Dance Performance Award | «Yes I Am»   | Победа    |
| 2019 | Цифровой Бонсан                | MAMAMOO      | Победа    |
| 2019 | Награда за популярность        | MAMAMOO      | Номинация |
| 2019 | Специальная награда Халлю      | MAMAMOO      | Номинация |

#### Soribada Best K-Music Awards
| Год  | Категория                         | Награждённый | Результат |
| ---- | --------------------------------- | ------------ | --------- |
| 2017 | Цифровой Дэсан                    | MAMAMOO      | Номинация |
| 2017 | Цифровой Бонсан                   | MAMAMOO      | Победа    |
| 2017 | Награда за популярность           | MAMAMOO      | Номинация |
| 2018 | Цифровой Бонсан                   | MAMAMOO      | Победа    |
| 2018 | Награда за популярность (Женская) | MAMAMOO      | Победа    |
| 2018 | Награда Мировой Фандом            | MAMAMOO      | Номинация |

### Международные

#### MTV Europe Music Awards
| Год  | Категория       | Награждённый | Результат |
| ---- | --------------- | ------------ | --------- |
| 2017 | Best Korean Act | MAMAMOO      | Номинация |

#### BreakTudo Awards
| Год  | Категория            | Награждённый | Результат |
| ---- | -------------------- | ------------ | --------- |
| 2018 | K-pop Женская группа | MAMAMOO      | Победа    |

### Другие Награды
| Год  | Церемония             | Церемония             | Категория     | Результат |
| ---- | --------------------- | --------------------- | ------------- | --------- |
| 2014 | Seoul Success Awards  | Seoul Success Awards  | Новичок Года  | Победа    |
| 2016 | Sports DongA Awards   | Sports DongA Awards   | Тренд Года    | Победа    |
| 2019 | V Live Awards         | V Live Awards         | Артист Топ-10 | Номинация |
| 2019 | Korea Producer Awards | Korea Producer Awards | Артист года   | Победа    |

### Победы на музыкальных шоу

#### Inkigayo
| Год  | Дата       | Песня           |
| ---- | ---------- | --------------- |
| 2016 | 6 марта    | You’re the Best |
| 2016 | 13 марта   | You’re the Best |
| 2018 | 18 марта   | Starry Night    |
| 2018 | 25 марта   | Starry Night    |
| 2018 | 1 апреля   | Starry Night    |
| 2019 | 31 марта   | Gogobebe        |
| 2019 | 24 ноября  | Hip             |
| 2019 | 22 декабря | Hip             |
| 2019 | 29 декабря | Hip             |

#### M Countdown
| Год  | Дата      | Песня           |
| ---- | --------- | --------------- |
| 2016 | 10 марта  | You’re the Best |
| 2017 | 29 июня   | Yes I Am        |
| 2017 | 6 июля    | Yes I Am        |
| 2017 | 13 июля   | Yes I Am        |
| 2018 | 15 марта  | Starry Night    |
| 2018 | 22 марта  | Starry Night    |
| 2018 | 2 августа | Egotistic       |
| 2019 | 21 марта  | Gogobebe        |
| 2019 | 28 марта  | Gogobebe        |
| 2019 | 21 ноября | Hip             |
| 2019 | 28 ноября | Hip             |

| Год  | Дата      | Песня           |
| ---- | --------- | --------------- |
| 2016 | 15 марта  | You're The Best |
| 2016 | 25 ноября | Décalcomanie    |
| 2017 | 27 июня   | Yes I Am        |
| 2018 | 13 марта  | Starry Night    |
| 2018 | 20 марта  | Starry Night    |
| 2018 | 24 июля   | Egotistic       |
| 2019 | 29 марта  | Gogobebe        |